# Kyle Schickner
Kyle Schickner (New Jersey, ...) è un regista, produttore cinematografico, sceneggiatore, attore e attivista per i diritti bisessuali statunitense.
Schickner è il fondatore della casa di produzione FenceSitterFilms.
Ha frequentato la Rutgers University dal 1993 al 1995, prima di fondare una compagnia teatrale Off-Off-Broadway chiamata Fencesitter Productions. Con tale compagnia ha prodotto quattro opere di successo, scritte e dirette dallo stesso Schickner.

## Filmografia
- Steam (2007)
- Paradise Lost (2006)
- Strange Fruit (2004)
- Full Frontal (2001)
- Rose by Any Other Name... (1997)